# Koino
Koino (ros. Коино) – wieś w Rosji, w rejonie czerepowieckim obwodu wołogodzkiego. W 2010 liczyła 3 mieszkańców.